# 笑国万歳
『笑国万歳』（しょうこくばんざい、Wizard of Oz）は、1925年のアメリカ合衆国のサイレント映画。ラリー・シモン監督がかかしに扮する農場労働者役を演じた。ライマン・フランク・ボーム著の『オズの魔法使い』を基に、若い頃のオリヴァー・ハーディがブリキの木こりとして登場する。ライマン・フランク・ボウムの息子、「ライマン・フランク・ボウム・ジュニア」という人物がこの脚本執筆で有名になった。これはボウムの長男フランク・ジョスリン・ボウムのことであるが、ボウム研究者のマイケル・パトリック・ハーンによると彼が実際に執筆したかどうかは疑わしく、単にビジネスとして製作に関わっていただけと考えられている。

## あらすじ
玩具製作者(ラリー・シーモン)は孫娘にかかし人形を作っている。彼は彼女に、赤子の姫がゆりかごから行方不明となった後、クルール首相(ジョセフ・スウィッカード)によりオズの国がどのように治められたかを語る。クルールの独裁的政権は実際はウイキッド大使(オットー・レデラー)が裏で実権を握っている。ヴィシャス女史(ヴァージニア・ピアソン)が側近としてクルールに仕えている。トリックばかりで実際には魔法が使えない魔法使い(チャールズ・マレイ)はバスケットからエキゾチックで魅惑的にドラァグクイーン(フレデリック・コヴァート)を登場させて見せる。人々は政権に反抗するようになり、彼らのリーダーであるカインド王子(ブライアント・ウオッシュバーン)は王位を継ぐべきである姫の捜索を要求する。クルールはウイキッド大使にこの問題の解決を任せる。
その頃カンザス州には、ドロシー(ドロシー・ドワン)が親戚達と農場に住んでいる。エムおばさん(メアリー・カー)は優しく世話好きな女性で、ヘンリーおじさん(フランク・アレクサンダー)は短気で肥満の男性でいつもドロシーを怒鳴って叱りつける。彼はまた農場労働者のスノウボウル(G・ハウ・ブラック)を虐待している。ハーディとシーモンは仕事もせずにドロシーに言い寄るが、どちらもなかなかうまくいかずに彼女の優柔不断さに気がおかしくなる。農場でのドタバタ騒ぎの後、エムおばさんが自分とヘンリーおじさんはドロシーの実の親戚ではないことを明かす。以前2人は家の前でドロシーを拾い、バスケットの中にはドロシーが18歳になったら開くべき封筒が入っていた。
彼女の誕生日、ウイキッド大使と家臣が農場にやって来て、未開封の封筒を要求する。封筒の中身はドロシーが長年行方不明であったオズのドロシア姫であるとする公式文書が入っているが、本人がそれを読めなければ法的に姫になることはできない。ヘンリーおじさんは封筒を渡すことを拒否したため、ウイキッド大使はドロシーを人質にして殺すと脅し、農場全体の捜索を要求した。ウイキッド大使はヘンリーがドロシーに恋していることに気付き、もし最初に封筒を見つけたら富と彼女の愛を与えると約束する。富を得たい彼はすぐに同意し、封筒を探す。彼が封筒を渡そうとした時、待ち伏せしていたシーモンが封筒を取り戻してドロシーを助け出す。
ハーディとウイキッド大使はシーモンを追い掛けていると、突然竜巻が起こって次々と人々を巻き込み、ドロシーを家のシェルターに避難させようとする。家が吹き飛ばされてオズの国の前に到着し、家は地面に当たって粉々になる。シーモンは封筒を彼女に渡し、彼女は文書を読もうとする。その時クルール首相とカインド王子がやって来て止めようとするが、彼女はすでにそれを読み終えていた。クルール首相とウイキッド大使は彼女の誘拐の罪でヘンリーおじさん達を非難し、魔法使いに彼らを猿に変えるように言いつけるが、彼にはできない。シーモンとハーディはそれぞれかかしとブリキの木こりに変装して魔法使いを助けるが、変装はすぐに見破られて逮捕される。裁判中、ヘンリーは仲間を裏切って彼らがドロシーを誘拐したと証言し、カインド王子は彼らに有罪判決を下す。
ハーディのおかげでクルール首相はドロシーとカインド王子を操り人形として独裁政権を続ける。クルール首相はハーディとヘンリーおじさんに軍隊で高い地位につけるようドロシーと約束するが、彼はドロシーに陰謀を悟られないようにする。ウイキッド大使の助言により、彼はドロシーと結婚して確固たる地位を築こうとし、シーマンとスノウボウルを地下牢で働かせようとする。魔法使いは彼らを助け、スノウボウルにライオンの衣裳を渡して警備員を脅させる。シーマンはドロシーに、ドロシーは利用されているだけだと警告しようとするが、逆にハーディに地下牢に追い詰められ、ライオンの檻に閉じ込められる。シーモンとスノウボウルはなんとか逃げ出し、ドロシーとクルール首相に反発したカインド王子の部屋にぎりぎりたどり着いた。シーモンとカインド王子に追い詰められ、クルール首相はドロシーを誘拐してカンザス州に連れて行ったのは自分だと白状した。
クルール首相が去った後、シーモンはドロシーに想いを伝えようとするが、彼女はもうカインド王子に心を奪われており、結婚してオズを統治するようである。傷心のシーモンは大砲で彼を撃とうとするウイキッド大使とハーディに追いかけられる。スノウボウルは飛行機に乗り、シーモンに大砲の弾が当たる直前にシーモンを拾おうとするが、吊り梯子が壊れて落ちる。玩具製作者の孫娘のかかしの人形は椅子から落ち、かかしが落下して死亡したことを暗示する。目を覚ましてしまった孫娘は玩具製作者に慰められてベッドに戻る。彼はこっそり本の最後を読み、カインド王子とドロシーはオズで幸せに暮らしたとのことである。椅子に載っていた人形達はこの話の登場人物であり、彼が実際シーモンのキャラクターであることを示唆する。

## 登場人物
- ドロシー (ドロシー・ドワン) - カンザスに住む18歳の少女だが、後にオズのドロシア姫であることが明らかになる。『オズの魔法使い』のオズマ姫に由来しているとされる。
- シーモン/かかし (ラリー・シモン) - 農場労働者で自らかかしの扮装をする。ドロシーに望みのない恋をしているが、シャイで想いを伝えられない。
- ハーディ/ブリキの木こり (オリヴァー・ハーディ) - 農場労働者でブリキの木こりになる。クルール首相によりガーター勲章が与えられる。後半は悪役。
- スノウボウル (G・ハウ・ブラック) - 農場労働者で臆病なライオンになる。芸名はスペンサー・ベルであるが、この作品にはG・ハウ・ブラックとクレジットされている。
- 魔法使い (チャールズ・マレイ) - 本当の魔法は使えないが、トリックでごまかす。
- カインド王子 (ブライアント・ウオッシュバーン) - 後にドロシーと結婚する。『オズの魔法使い』のカインド王に由来しているとされる。
- クルール首相 (ジョセフ・スウィッカード) - オズの国の悪の独裁者。『オズのかかし』のクルール王に由来しているとされる。
- エムおばさん (メアリー・カー)
- ヘンリーおじさん (フランク・アレクサンダー) - ドロシーと共にオズへ行き、プリンス・オブ・ホェールズの称号が与えられる。
- ヴィシャス女史 (ヴァージニア・ピアソン) - クルール首相のアドヴァイザー。
- ウイキッド大使(オットー・レデラー) - クルール首相の家臣。名前は『オズの魔法使い』のウィンキー郡に由来しているとされる。
- ドラァグクイーン(フレデリック・コヴァート) - 魔法使いのグラマラスなアシスタントで女装をした男性。

映画冒頭の出演者リストにウイリアム・ホウバーとウィリアム・ダイナスの名があるが、役名は不明である。可能性としては農場労働者、警備員、オズ国民、ウイキッド大使の家臣が考えられる。チェスター・コンクリンとワンダ・ホウリーが端役で出演しているが、出演者リストに名前がない。

## 経緯
映画は小説からかけ離れており、新たな登場人物や状況が登場する。全く違った筋ながら、オズの国など小説に出てくる場所が登場する。映画ではシーモンのキャラクターを中心に据え、1939年の映画『オズの魔法使』でレイ・ボルジャー演じるかかしの原型となった。
小説との大きな違いは、かかし、ブリキの木こり、ライオンがキャラクターではなく、竜巻でオズに飛ばされた農場労働者達が変装するだけの箇所である。ドロシーを演じたドロシー・ドワンはシーモンの妻である。役としてのドロシーは若く、18歳になったばかりの魅惑的な女性で、シーモンとハーディとの三角関係にいることに気付いている。小説とは大きく異なり、ブリキの木こりがドロシーからくる嫉妬により悪のクルール首相の家臣となる悪役になる。シーモンはドロシーへの叶わぬ恋に身を焦がし、農場ではハーディに、オズではカインド王子に負ける。
物語のいくつかの部分はこれ以前のオズ関連作品を基にしている。例えば、クルール首相が1914年の映画『His Majesty, the Scarecrow of Oz 』の敵、クルール王の子孫であるなど。またドロシア姫の先祖は、1902年のミュージカル『The Wizard of Oz 』の亡命中のオズの王であり、『オズの虹の国』以降のオズ・シリーズに登場するオズマ姫の父であるパストリアである。

## 配給
チャドウィック・ピクチャーズの破産により、予定していた映画館での上映が取りやめとなった。

## ホーム・メディア
この映画はパブリックドメインとなっており、ベータマックス、VHS、レーザーディスク、CED、DVD、HD DVD、Blu-ray Discなど多くのホーム・メディアが出版されている。
2005年に出版された3枚組の『オズの魔法使』にもオズ・シリーズのサイレント映画として紹介されている。

## 音楽
1925年の公開当初、ルイス・ラ・ロンデル編曲、ハリー・F・シルヴァマン指揮、ジュリス・K・ジョンソンによるピアノ演奏で上映された。
すでにパブリックドメインとなっている多くの他のサイレント映画同様、この映画のホーム・ビデオでは楽譜が見つからないため当時の音楽は導入されていない。
1986年、ロザ・リオ演奏によるオルガン版楽譜が発表され、ビデオ・イエスタイヤー出版のビデオに採用された。
1996年11月26日、アメリカン・ホーム・エンタテイメントによる『ライマン・フランク・ボウム・サイレント・フィルム・コレクション・オブ・オズ』以降のホーム・メディアで新しい音楽が採用された。マーク・グラスマンおよびステファン・プレスリーによる演奏でジャクリン・ラヴルがナレーターを務めた。
2005年、ロバート・イズラエル作曲編曲、ヨーロッパのロバート・イズラエル・オーケストラによる演奏で新しい音楽が製作され、2005年に出版された3枚組の『オズの魔法使』以降、この音楽が採用されている。